# Prunier noir
Prunier noir est un nom vernaculaire de plantes à fleurs ambigu. Il peut désigner deux espèces d'arbres :
- Prunus nigra, un arbre de la famille des Rosaceae trouvé en Amérique du Nord
- Vitex doniana, un arbre de la famille des Lamiaceae originaire d'Afrique et de la Réunion